# 北海道道633号函館港線
北海道道633号函館港線（ほっかいどうどう633ごう はこだてこうせん）は、北海道函館市内を結ぶ一般道道（北海道道）である。

## 概要

### 路線データ
- 起点：北海道函館市港町1丁目（函館港）
- 終点：北海道函館市北浜町（国道227号・北海道道347号赤川函館線交点）
- 総延長：0.113 km
- 実延長：0.100 km
- 重用延長：0.013 km

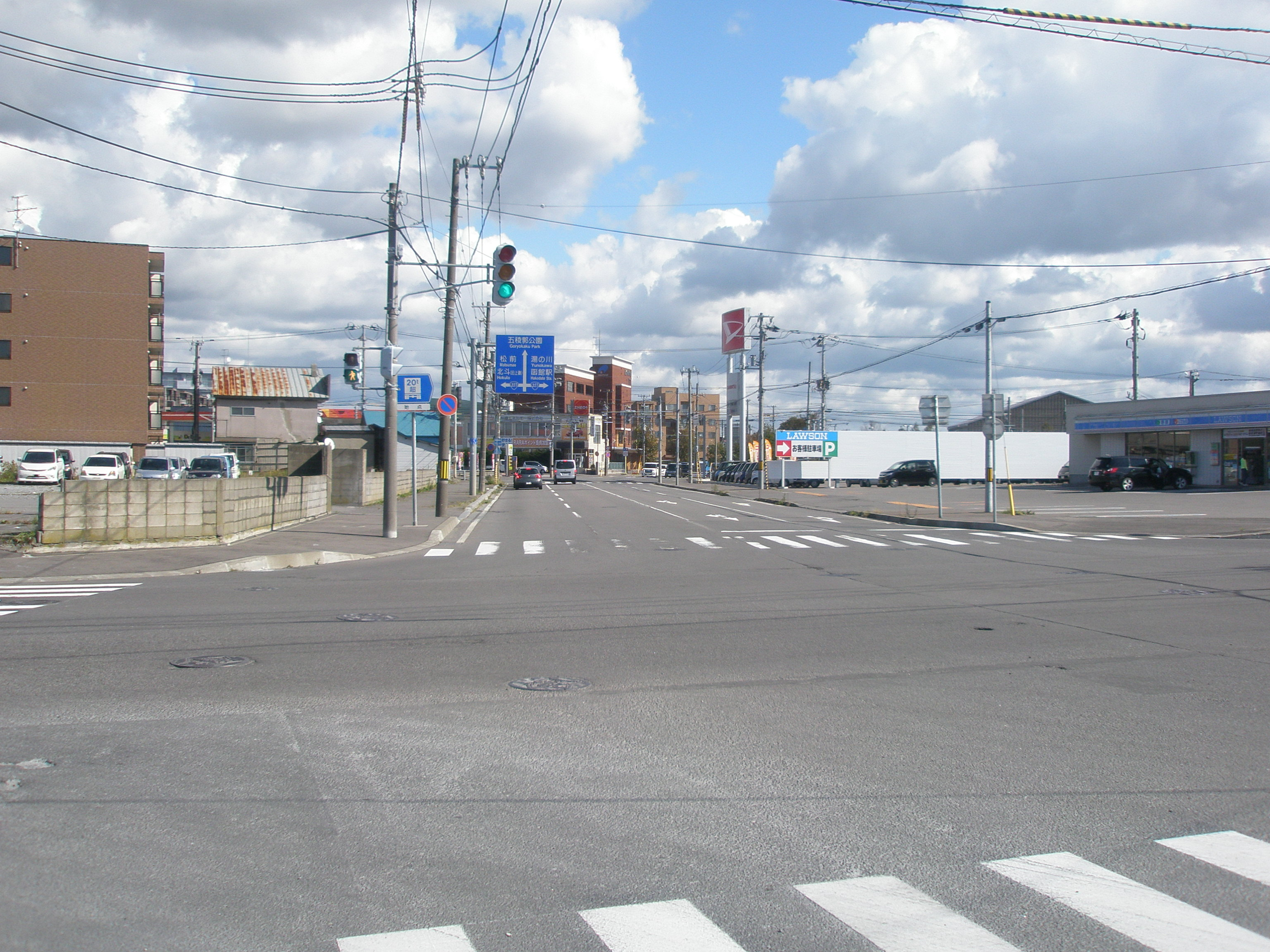
北海道道633号函館港線・起点
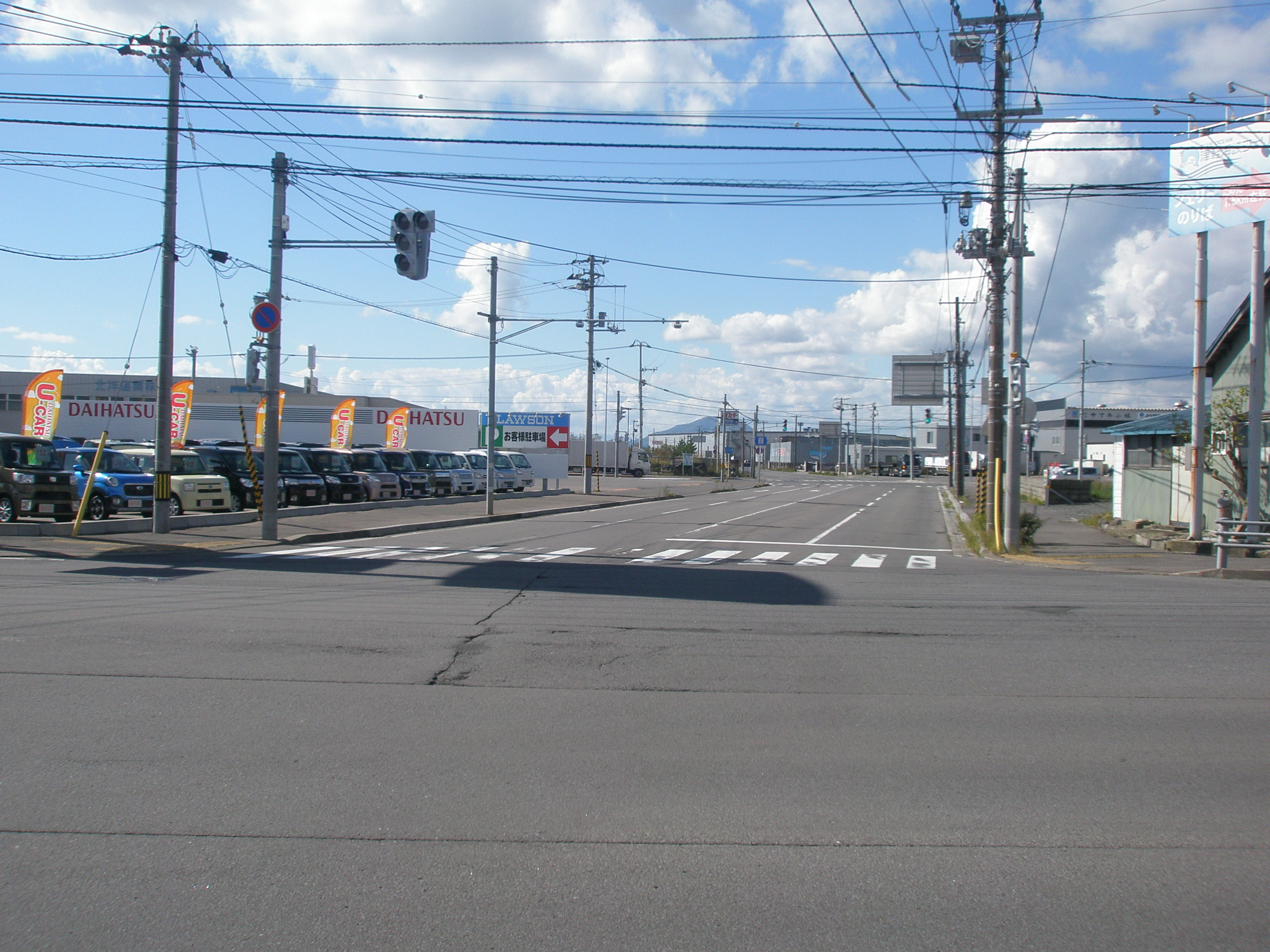
北海道道633号函館港線・終点（国道227号側から）

## 歴史
- 1969年（昭和44年）6月18日 - 路線認定[1]。

## 地理
起点は青函フェリー函館ターミナル・JR貨物五稜郭駅付近に位置し、津軽海峡フェリーターミナル（港町3丁目）とは約2 km離れている。

### 通過する自治体
- 渡島総合振興局
  - 函館市

### 交差する道路
函館市
- 国道227号 - 北浜町（終点）
- 北海道道347号赤川函館線 - 北浜町（終点）